# De klem
De klem is een hoorspel van Adriaan Venema. De NCRV zond het uit op maandag 9 december 1974, van 23:10 uur tot 23:55 uur. De regisseur was Ab van Eyk.

## Rolbezetting
- Frans Somers (Waterman)
- Bob Verstraete (Doré)
- Willy Ruys (chef)
- Huib Orizand (mannenstem)
- Paula Majoor (Annelies)
- Frans Vasen (receptionist)
- Bert van der Linden (agent)
- Paul van der Lek (inspecteur)
- Jan Verkoren (vrager)
- Gerrie Mantel (meisje)
- Jan Wegter (rechercheur)
- Donald de Marcas (mannenstem 2)
- Floor Koen (cafetariahouder)
- Lex Schoorel (journalist)

## Inhoud
“Het slachtoffer is 35 jaar. Ze is op de dag van haar huwelijk gewurgd, vermoedelijk met een sjaal of een nylonkous. Volgens de eerste rapporten is dat gebeurd tussen kwart over elf en half twaalf.” Dit krijgt Willem Doré te horen van de inspecteur. Willem Doré heeft pech. Hij is getrouwd geweest met de vermoorde Annelies. “Voor mij is ze net als iedere andere vrouw over wie ik in de krant lees,” werpt hij tegen. De verdenking valt echter sterk op hem. Hij is een driftkikker. Hij heeft, in de tijd dat hij nog met Annelies getrouwd was, een vriendje van haar van de trap gegooid. Dat grapje kostte hem zijn baan, zijn huwelijk en drie maanden gevangenis. De inspecteur gaat de gangen van Willem na. Heeft hij het niet gedaan? Hij is na twaalf jaar nog steeds haatdragend tegen Annelies en tegen de vriend met wie ze hem heeft bedrogen. De auteur schetst op een boeiende manier het hele proces dat Willem Doré heeft doorgemaakt na de scheiding. De ondervragingen bij de inspecteur duren voort. Het lijkt alsof de kring zich steeds meer om Willem sluit. Hij zit eigenlijk klem en op de een of andere manier lijkt het er ook op dat hij zelf klem wil zitten…